# Guerre d'Afghanistan (1996-2001)
Pour les articles homonymes, voir Guerre d'Afghanistan.
Conflit afghan
Batailles
La troisième  guerre civile afghane commence le 27 septembre 1996, lorsque les talibans s'emparent de la capitale afghane Kaboul et mettent en place l'émirat islamique d'Afghanistan.
À l’issue de ce nouveau conflit interne début la guerre d’Afghanistan.

## Prise de Mazâr-e Charîf et chute de Dostom (septembre 1996 - août 1998)
L'ex-président Mohammad Najibullah, confiné sous protection de l'ONU à l'aéroport de Kaboul, est assassiné par les Talibans dès leur entrée dans la capitale, le 27 septembre 1996. La victoire des Talibans inquiète la diplomatie russe, qui craint l'extension de ce mouvement en Asie centrale. Le 4 octobre, un sommet exceptionnel réunissant la Russie, le Kazakhstan et quatre pays d'Asie Centrale met en garde les Talibans contre tout débordement du conflit afghan.
Tandis que la ville connait un exode massif, les Talibans instaurent la législation islamique (charia) dans Kaboul,. Le 6 octobre, la vallée du Panchir est le théâtre d'une contre-offensive des troupes d'Ahmed Shah Massoud contre les Talibans. Les « étudiants en religion » mettent en garde le général Dostom, qui contrôle le tunnel de Salang, à ne pas chercher d'aide auprès des pays frontaliers. Les troupes du régime renversé reprennent, les 12 et 13 octobre, les localités de Charikar et Jabul Saraj, au nord de Kaboul. Le 25 octobre, la milice des Talibans attaque les forces du général Dostom et s'empare des provinces de Badghis et de Faryab au nord-ouest du pays. Ils reprennent la ville de Charikar le 16 janvier 1997.
En mai 1997, les Talibans préparent une grande offensive vers le nord. Ils s'emparent provisoirement de Mazar-e Sharif le 24 mai et prennent position à la frontière avec le Tadjikistan, alors lui aussi en guerre civile. Cette prise de Mazar et la fuite de Dostom à Termez viennent renforcer la crédibilité des talibans, notamment sur le plan international puisque leur gouvernement est reconnu le 25 mai par le Pakistan, le 26 mai par l'Arabie saoudite et le 27 mai par les Émirats arabes unis,.
Les forces anti-Talibans maintiennent la pression sur Kaboul par des bombardements et des tirs d'artillerie. Le 26 octobre, l'État afghan est officiellement nommé « Émirat islamique d'Afghanistan. ». Les Talibans, après s'être servis du pavot pour financer leur guerre, s'engagent à éradiquer sa culture. Le pays est devenu le premier producteur mondial, devançant le « triangle d'or » du Sud-Est asiatique.
Le 4 février 1998, un séisme fait plus de quatre mille morts dans la province de Takhar au nord du pays. Les Talibans déclarent une trêve momentanée des combats. Le 14 mars, de violents combats éclatent entre les troupes du général Dostom et la milice chiite du Hezb-e Wahdat dans la ville de Mazâr-e Charîf. Le lendemain, un cessez-le-feu est conclu entre les deux factions. Des pourparlers de paix échouent entre les Talibans et les forces de l'opposition. Les Talibans refusent de lever le siège de la région d'Hazarajat.
Le 30 mai, un nouveau séisme fait des milliers de morts et des dizaines de milliers de sans-abris dans le nord-est du pays. La délivrance de secours reste difficile dans cette région montagneuse et très escarpée. Le 12 juillet, la milice islamiste des Talibans s'empare de la province de Faryab et de sa capitale, Maimana, dans le nord-ouest du pays. Les organisations humanitaires sont invitées à quitter le pays. Les Talibans se disent « au seuil de la victoire » après la prise de Shiberghan, dans la province de Jowzjan. Le 8 août, les Talibans s'emparent définitivement de Mazâr-e Charîf, contrôlant ainsi 80 % du pays.

## Tensions avec la communauté internationale (août 1998 - septembre 2001)

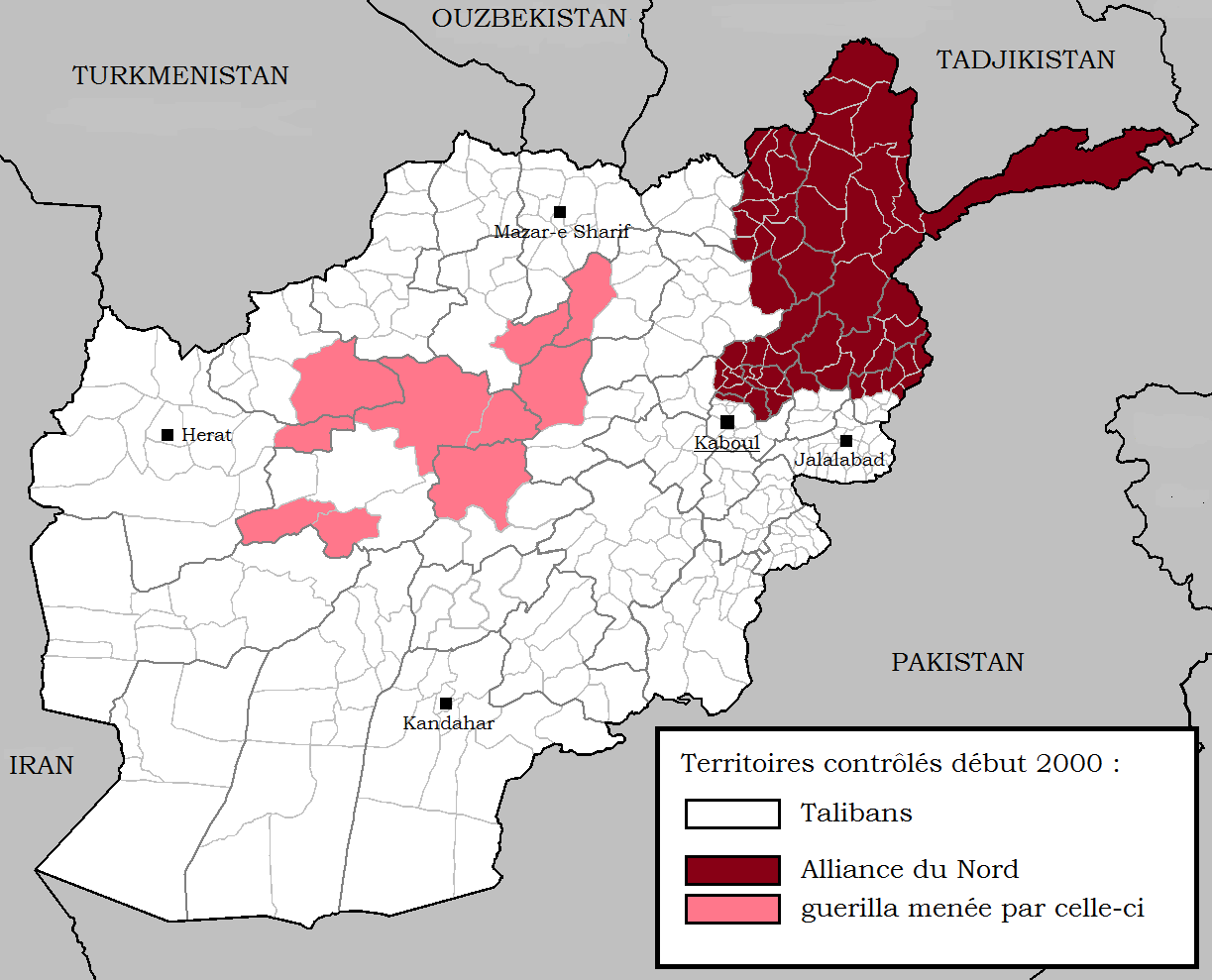
Situation en Afghanistan début 2000

Le 8 août 1998, dans la foulée de la reprise de Mazâr-e Charîf par les talibans, 11 ressortissants iraniens (dix diplomates et le journaliste Mahmoud Saremi (en)) sont assassinés par des membres du Sipah-e Sahaba Pakistan dans l'enceinte d'un consulat. Bien que les talibans nient toute implication dans l'incident (rejetant exclusivement la responsabilité de ce dernier sur « des forces dissidentes » ayant « agi sans ordre »), leur attitude déplait fortement aux autorités iraniennes qui massent une armée de près de 250 000 hommes à leur frontière afghane à la mi-septembre 1998. La guerre est cependant évitée par une médiation pakistanaise.
Le 28 août 1998, le Conseil de sécurité de l'ONU vote à l'unanimité la résolution 1193 intimant les différentes factions afghanes à ne plus « héberger et entraîner » des terroristes et à faire « cesser le trafic des drogues illicites ».
En 1998, après avoir pris le contrôle de 90 % du territoire afghan, les talibans souhaitent une reconnaissance internationale, qui leur est refusée par l'ONU.
Le 20 septembre, les forces de Massoud lancent plusieurs vagues de roquettes sur la capitale, faisant cent quatre-vingts victimes. Le 9 octobre, un convoi ferroviaire contenant des armes envoyées par l'Iran au commandant Massoud est arrêté par les autorités kirghizes. Le 17 octobre, le régime des Talibans libère vingt-sept prisonniers iraniens, dans un souci d'apaisement des tensions entre les deux pays. Aussi, les organisations humanitaires sont de nouveau autorisées à Kaboul.
Le 6 juillet 1999, les États-Unis imposent des sanctions financières et commerciales à l'encontre de l'État afghan, accusé d'avoir soutenu les attentats des ambassades américaines en Afrique du 7 août 1998. Ces sanctions veulent « approfondir l'isolement international des Talibans ainsi que de limiter leur capacité à soutenir des réseaux terroristes », selon le président Bill Clinton. Les Talibans, avec le soutien militaire et logistique du Pakistan, lancent une offensive contre les forces de l'opposition le 28 juillet. Les combats autour de la base aérienne de Bagram font plus de mille morts et quatre mille blessés. Le 15 octobre 1999, le Conseil de sécurité de l'ONU vote à l'unanimité la résolution 1267 exigeant l'extradition d'Oussama ben Laden, accusé de terrorisme.
Le 6 septembre 2000, Les talibans infligent un nouveau revers à l'opposition en s'emparant de la ville de Taloqan, dans la province de Takhar. Massoud se replie dans la vallée du Panchir. Le 11 mars 2001, les Talibans font sauter les deux effigies de Bouddha à Bamiyan à l'explosif. Cette destruction provoque l'indignation des milieux culturels à travers le monde. En avril, le commandant Massoud se rend à Paris, puis à Strasbourg, où il est reçu par le Parlement européen. La sécheresse qui frappe le pays provoque une crise humanitaire, entraînant des millions de réfugiés et de déplacés.

## Mort de Massoud et ultimatum américain (septembre 2001 - octobre 2001)
Le 9 septembre, un attentat-suicide provoque la mort du commandant Massoud. Deux membres d’Al-Qaïda se faisant passer pour des journalistes étrangers, armés d’une caméra piégée, se font exploser lors d’une fausse entrevue. Le « Lion du Panchir » succombe à ses blessures après l'explosion de la caméra piégée de deux faux journalistes à l’âge de 49 ans lors de son transport vers l’hôpital. Il est assassiné pour ses tentatives d’alerter l’Occident de la menace que représente Al-Qaïda et Oussama Ben Laden.
À la suite des attentats du 11 septembre 2001, les États-Unis préparent des représailles envers le pays qui abrite Oussama ben Laden. De leur côté, les Talibans se tiennent prêts au djihad. Le 17 septembre, le Pakistan remet un ultimatum à l'État afghan leur intimant de coopérer à l'arrestation de Ben Laden. Le président américain George W. Bush prépare l'opinion publique à une intervention armée en Afghanistan, et invite tous les pays à rejoindre les États-Unis dans leur combat contre le terrorisme international. Le 22 septembre, l'Arabie saoudite et les Émirats arabes unis cessent de reconnaître diplomatiquement l'émirat islamique d'Afghanistan.